# نظرية التوسيع والبناء
تقترح نظرية التوسيع والبناء للمشاعر الإيجابية أن المشاعر الإيجابية (مثل المتعة والسعادة والبهجة، وربما الاهتمام والترقب) توسّع وعي الشخص وتشجع الأفكار والأعمال المُبتكرة والمتنوعة والاستكشافية. وبمرور الوقت، يبني هذا المخزون السلوكي الموسّع المهارات والموارد. مثلًا، يتحول حب استطلاع المناظر الطبيعية إلى معرفة ملاحية قيمة؛ والتفاعلات اللطيفة مع شخص غريب إلى صداقة داعمة؛ واللعب البدني بلا هدف إلى تدريب رياضي وتميّز بدني.
وهذا بعكس المشاعر السلبية، التي تثير سلوكيات ضيقة وفورية وموجهة نحو النجاة. فمثلًا، تؤدي مشاعر القلق السلبية إلى استجابة كر وفر محددة للنجاة الفورية. من ناحية أخرى، لا تملك المشاعر الإيجابية أي قيمة نجاة فورية، لأنها تأخذ عقل الإنسان بعيدًا عن الاحتياجات الفورية والضغوط النفسية. ولكن بمرور الوقت، تُعزز المهارات والموارد التي بُنيت من خلال السلوك الموسع القدرة على النجاة.
عند وقوع حدث مُهدد الحياة، يكون لدى الأشخاص عادةً  مجموعة محددة من الاستجابات أو الحوافز الممكنة. إن امتلاك عدد محدود من الحوافز التي تستدعي اتجاهات عمل محددة يُسرّع وقت استجابة الشخص في هذه الحالات. بينما تُضيق المشاعر السلبية المختبرة أثناء المواقف المهددة للحياة مخزون التفكير والعمل للفرد، تقدم المشاعر الإيجابية إمكانيات جديدة، وتزود الفرد بمجموعة أكبر من الأفكار والإجراءات لاختيار الاعتماد عليها.
إن نظرية التوسيع والبناء هي استكشاف للوظيفة المتطورة للمشاعرالإيجابية. طوّرتها باربرا فريدريكسون ابتداءً من عام 1998، وهي ترتبط عادةً بعلم النفس الإيجابي.
تحظى نظرية التوسيع والبناء بدعم كبير. أجرت باربرا فريدريكسون دراسات مخبرية عشوائية مُنضبطة عُين فيها المشاركون عشوائيًا لمشاهدة أفلام تحفز مشاعر إيجابية مثل التسلية والرضا، أو مشاعر سلبية مثل الخوف والحزن، أو لا تحفز أي مشاعر. أظهر المشاركون الذين اختبروا مشاعر إيجابية مستويات عالية من الإبداع والإبتكار وتركيز الإدراك على «الصورة الكبيرة»، مقارنةً مع الأشخاص في الظروف الأخرى. أظهرت الدراسات التداخلية الطولية أن المشاعر الإيجابية تلعب دورًا في تنمية الموارد طويلة الأجل مثل المرونة النفسية والرفاهية. المشاعر الإيجابية ليست فقط علامة على الرفاهية، أو الازدهار والتوسع في الحياة  بدلًا من البقاء على قيد الحياة ببساطة، بل يمكنها أيضًا المساعدة في خلق الازدهار في الحاضر والمستقبل. ولأن المشاعر الإيجابية تُوسع وتبني مخازن الأفكار والأفعال لفرد ما بشكل إيجابي، فهي تؤدي إلى زيادة في الموارد وإلى حياة أكثر رضا.

## المرونة
يمكن للمشاعر الإيجابية إلغاء المشاعر السلبية العالقة لأنها تضعها في منظور أوسع. إن تمكن الفرد من تنمية هذه المشاعر الإيجابية يمكّنه من استخدامها للمساعدة في التعامل مع المشاعر السلبية. تُساعد المشاعر الإيجابية الأشخاص اليائسين على التعامل مع ما يحدث والمضي قدمًا بعيدًا عن المشاعر السلبية. تزيد المشاعر الإيجابية أيضًا بسبب أثرها الموسّع من إمكانية إيجاد الخير في الأحداث المستقبلية. إن الأفراد ذوي المرونة العالية هم الذين يختبرون المزيد من المشاعر الإيجابية حتى في مواجهة التوتر. يساعد امتلاك هذه المشاعر الإيجابية الفردَ على تكوين الموارد للتعامل مع التجارب العاطفية السلبية.

## الآثار الدائمة للمشاعر الإيجابية
إن السعادة ليست نتيجة فحسب، بل توجد غالبًا قبل النجاح والأداء العالي . بالنسبة لفريدريكسون، تبني المشاعر الإيجابية الموارد النفسية والفكرية والجسدية والاجتماعية طويلة الأمد للفرد. إن الموارد المكتسبة من المشاعر الإيجابية تُعمّر أكثر من المشاعر التي اكتُسبت منها. تتراكم الموارد مع مرور الوقت وتزيد من رفاهية الفرد العامة. تزيد الرفاهية من المشاعر الإيجابية التي تؤدي إلى مرونة أعلى. ويمكن أن تؤدي المرونة العالية بعد ذلك إلى زيادة الرفاهية، ما يخلق تصاعدًا في التحسين المستمر للرفاهية. يُظهر الأفراد السعداء العديد من السمات الإيجابية طويلة الأمد مثل التأقلم الأفضل، والحياة الأطول، وزيادة الصحة.

## التضييق
ركّز نموذج فريدريكسون الأصلي للتوسيع والبناء فقط على توسيع الاهتمام بواسطة المشاعر الإيجابية. تؤيد المقترحات اليوم دمج أهمية عنصرالتضيق مع التوسيع لبناء الموارد الشخصية. غالبًا ما تُشارك المشاعر السلبية في عملية التضييق. يمكن موازنة وإلغاء الآثار العكسية للمشاعر السلبية بواسطة المشاعر الإيجابية. لذلك، يمكن تجربة الجوانب المفيدة بدون آثار ضارة إذا اختُبرت المشاعر الإيجابية والسلبية بشكل متناسب.
كثيرًا ما تُدرس العملية الإبداعية، التي تشكل عنصرًا أساسيًا يسمح بتوسيع العقل الذي يؤدي إلى بناء الموارد الشخصية، بالنسبة لجانبي الطيف العاطفي. تُظهر الدراسات أن أكثر الأشخاص المبدعين بطبيعتهم يعيشون تقلبات مزاجية أوسع بكثير، إذ يقضون الكثير من الوقت في كلٍ من المساحات العاطفية الإيجابية والسلبية اعتمادًا على ما يحاولون إنجازه في ذلك الوقت. وقد تضر زيادة الوقت في أي من الجانبين بهذه العملية. إذا قُضي الكثير من الوقت في المشاعر الإيجابية بدون توازن مناسب، يُحتمل أن يصبح الفرد منعزلًا وعديم التركيز.
غالبًا ما تُناقش العملية الإبداعية على مرحلتين. المرحلة الأولى هي عدم تركيز الاهتمام الذي يعقبه تركيز الاهتمام. تُلمّح فريدريكسون إلى عدم تركيز الاهتمام في نموذجها للتوسيع والبناء. يحدث عدم تركيز الاهتمام عندما يتمكن الشخص من رؤية مجموعة كبيرة من الإمكانيات، واستيعاب أكبر قدر ممكن من المعلومات. أما المرحلة الثانية، وهي تركيز الاهتمام، فتحدث عند الشعور بمزيد من المشاعر السلبية. أثناء تركيز الاهتمام، يُحلل الشخص الإمكانيات التي وجدها أثناء عدم تركيز الاهتمام. ولا تتشكل الأفكار ملموسة بدون هذه العملية. تسمح هذه النظرية لنفسها بإدراج مشاعر سلبية ومشاعر تضييق في هذا النموذج. ومن النظريات الأخرى التي تتحقق من هذا الإدراج هي فرضية كامل الدماغ للإبداع. تنص هذه النظرية على أن عملية عدم التركيز تستخدم جزءًا أكبر من الجانب الأيمن للدماغ، في حين تستخدم العملية المركزة جزءًا أكبر من الجانب الأيسر للدماغ. يتطلب الإبداع التواصل بين نصفي الكرة المخية بحيث يُسمح لهذه العمليات بالعمل معًا لتشكيل نظريات متماسكة وتنمية المهارات الشخصية. توفر هذه النظرية الدعم لنموذج أكثر تكاملًا يتضمن تضييقًا وتوسيعًا للبناء.

## التأمل وحلقة المتعة المفرغة
المشاعر الإيجابية مؤقتة جدًا، وهذا يؤدي إلى نظرية حلقة المتعة المفرغة (جهاز جري المتعة)، حيث يحاول الفرد باستمرار إيجاد طرق جديدة لتجربة الإيجابية لأن أساليبه القديمة أصبحت غير فعالة. يعالج نموذج التوسيع والبناء هذه المسألة بالقول إن الرضا عن الحياة يتحقق من خلال مسار يتضمن مشاعر إيجابية تدفع الفرد نحو بناء موارد يمكن الاعتماد عليها لتحسين الرضا عن الحياة لفترات طويلة من الزمن. هذا المسار فعّال أكثر من المسار الذي يحاول أن ينتقل مباشرةً من المشاعر الإيجابية إلى الرضا في الحياة بسبب تأثير حلقة المتعة المفرغة. يُعتبرالتأمل وسيلة أثبت بها بعض الباحثين أن الشخص قادر على توسيع عقله واختبار المشاعر الإيجابية اللازمة لبناء الموارد الشخصية. وبالتحديد؛ تأمل الطيبة المُحبة الذي أثبت فعاليته. يُطلب من المشاركين في هذا النوع من التأمل أولًا بالتفكير في شخص يملك مشاعر دافئة تجاهه. ثم يُطلب منهم توسيع نطاق تركيزهم ومشاعرهم الايجابية أولًا إلى أنفسهم، ثم إلى مجموعة واسعة من الناس. يسمح هذا بمشاعر إيجابية فورية ويوفر المزيد من التأثيرات بعيدة الأمد.
تبين أن تأمل الطيبة المُحبة يزيد من المشاعر الإيجابية مثل الحب والبهجة والإمتنان والرضا والأمل والكبرياء والاهتمام والتسلية والهيبة. أجريت الدراسة على هذه المشاعر على مدى تسعة أسابيع من قبل فريدريكسون وكون وكوفي وبيك وفينكل. وسمحت لهم هذه الفترة الزمنية بأن يكتشفوا أن هذه المشاعر الإيجابية لم تتطور فوريًا. وقدم التقدم البطيء دليلًا على أن الآثار الايجابية بنت موارد أتاحت مزيدًا من الخبرة الإيجابية في المستقبل. ولذلك، تمكنت هذه العملية من تنحية حلقة المتعة المفرغة، وعززت دقة نموذج التوسيع والبناء، وأظهرت أن تأمل الطيبة المُحبة هو طريقة فعالة لتسهيل التوسيع الأولي. ووضعت هذه الدراسات عند تجميعها النظريةَ في موضع التنفيذ.